# Абхазька література
Абхазька література — письмова література абхазькою мовою. Виникла на початку XX століття.

## Фольклор
Серед фольклорних творів абхазького народу виділяються героїчний епос про «нартів», історичні оповіді з минулого (зокрема про князів Маршанів), розбійницькі пісні, сатиричні пісні, пісні про Кавказькій війні, ритуальні пісні і «мисливська» проза й поезія.
Абхазький фольклор активно збирав і вивчав Д. Ґуліа, який видав книги «Абхазькі прислів'я, загадки, скоромовки» (Тифліс, 1907), «Абхазькі народні прикмети про погоду» (Сухумі, 1922), «Культ козла в абхазів», «Абхазькі заклинання», «Мисливська мова в абхазів і боги полювання» (1926), «Сухум — не Діоскурія» та інші.

## Рання навчальна література та журналістика
Аж до 1920-х років художньої літератури і преси абхазькою мовою не існувало.
У 1862 році російський вчений П. К. Услар видав першу граматику абхазької мови — монографію «Абхазька мова». До цієї книги було прикладено першу абхазьку абетку, засновану на кирилиці.
Пізніше з'явилася абхазька абетка на російській графіці, створена Д. Ґуліа і К. Д. Мачаваріані в 1892 році.
У 1900-ті роки над створенням письмових текстів абхазькою мовою з використанням латинської графіки працював спеціальний «Перекладацький комітет», завдяки якому було видано перші абхазькі книги — з закону божого і «Книга для читання». На початку десятиліття російським сходознавцем бароном П. К. Усларом було складено абхазький буквар — «Апсва анбан».
А. М. Чочуа — упорядник букваря, читанки для другого—третього років навчання (Сухум, 1923) і абхазько-грузинсько-російського самовчителя (Сухум, 1926).
Абхазька преса виникла після 1917 року. Перша газета абхазькою мовою видавалася спочатку Д. Ґуліа, а потім С. Я. Чанбою; перший час вона називалася «Абхазія», потім — «Червона Абхазія» («Аҧсны ҟаҧшь»).

## Становлення традицій художньої літератури
Родоначальник абхазької літератури — Дирміт Ґуліа, що писав свої твори як абхазькою, так і російською мовами (зокрема, російською мовою ним написана «Історія Абхазії» (Тифліс, 1925)). Поетична творчість Гуліа включає дві віршовані збірки («Збірка віршів», Тифліс, 1912; «Вірші, сатири і пісні», Сухум, 1923), які включають твори, що розробляють теми і прийоми абхазького фольклору, поему «Любовний лист» (Тифліс, 1913). Д. Гуліа створив також повість «Під чужим небом» (розповідає про засланого в Сибір абхазького селянина, який прийняв покарання за злочин князя), низку перекладів з російської і грузинської мов, зокрема театральних п'єс.
Серед інших абхазьких авторів 1920-х років — поет Іуа Когонія («Абхазькі поеми», Сухумі, 1924), драматург і дослідник Самсон Чанба (п'єси «Махаджіри», «Діва гір»; книга «Географія Абхазії», Сухумі, 1925), драматург і перекладач Мушні Хашба (комедія «Ачапшара», або «Відвідування хворого», переклад абхазькою «Хаджі-Мурата» Л. М. Толстого), драматург С. Бжанія.
Значне місце в абхазькій радянській літературі займають поети І. Когоніа, Л. Квіцініа, К. Агумаа, Ш. Цвіжба, Б. Шінкуба і прозаїки І. Папаскірі, В. Агрба, Михайло Лакербай.
В повоєнні роки друкувались романи й оповідання І. Тарби, Б. Шинкуби, І. Папаскірі, М. Лакербая, О. Гогуа, Д. Ахуби, О. Дженіа, М. Хашига, Ш. Аджинджала та ін.